# Championnats de Belgique d'athlétisme 2011
En 2011 les Championnats de Belgique d'athlétisme toutes catégories se sont tenus les 23 et 24 juillet au stade Roi-Baudouin à Bruxelles.

## Résultats courses

### 100 m
| rang               | athlète            | prestation |
| ------------------ | ------------------ | ---------- |
| Médaille d'or      | Wout Verhoeven     | 10 s 74    |
| Médaille d'argent  | Jean Marie Louis   | 10 s 82    |
| Médaille de bronze | Francisco Da Silva | 10 s 86    |

| rang               | athlète         | prestation |
| ------------------ | --------------- | ---------- |
| Médaille d'or      | Hanna Mariën    | 11 s 64    |
| Médaille d'argent  | Olivia Borlée   | 11 s 71    |
| Médaille de bronze | Laetitia Libert | 12 s 08    |

### 200 m
| rang               | athlète        | prestation |
| ------------------ | -------------- | ---------- |
| Médaille d'or      | Kévin Borlée   | 20 s 80    |
| Médaille d'argent  | Antoine Gillet | 21 s 39    |
| Médaille de bronze | Wout Verhoeven | 21 s 76    |

| rang               | athlète         | prestation |
| ------------------ | --------------- | ---------- |
| Médaille d'or      | Hanna Mariën    | 23 s 09    |
| Médaille d'argent  | Olivia Borlée   | 23 s 58    |
| Médaille de bronze | Marlien De Jans | 24 s 49    |

### 400 m
| rang               | athlète         | prestation |
| ------------------ | --------------- | ---------- |
| Médaille d'or      | Jonathan Borlée | 45 s 31    |
| Médaille d'argent  | Nils Duerinck   | 46 s 80    |
| Médaille de bronze | Arnaud Destatte | 47 s 07    |

| rang               | athlète         | prestation |
| ------------------ | --------------- | ---------- |
| Médaille d'or      | Wendy Den Haeze | 53 s 72    |
| Médaille d'argent  | Lyndsy Cosyns   | 54 s 30    |
| Médaille de bronze | Elke Bogemans   | 55 s 00    |

### 800 m
| rang               | athlète               | prestation    |
| ------------------ | --------------------- | ------------- |
| Médaille d'or      | Pierre Antoine Balhan | 1 min 50 s 38 |
| Médaille d'argent  | Bert Pluym            | 1 min 50 s 62 |
| Médaille de bronze | Nicky Coemans         | 1 min 50 s 68 |

| rang               | athlète           | prestation    |
| ------------------ | ----------------- | ------------- |
| Médaille d'or      | Charlotte Debroux | 2 min 10 s 63 |
| Médaille d'argent  | Mariska Parewyck  | 2 min 10 s 87 |
| Médaille de bronze | Marlies Schils    | 2 min 13 s 06 |

### 1 500 m
| rang               | athlète          | prestation    |
| ------------------ | ---------------- | ------------- |
| Médaille d'or      | Kim Ruell        | 3 min 48 s 07 |
| Médaille d'argent  | Geoffrey Marrion | 3 min 49 s 23 |
| Médaille de bronze | Wout Vandegaer   | 3 min 51 s 27 |

| rang               | athlète             | prestation    |
| ------------------ | ------------------- | ------------- |
| Médaille d'or      | Barbara Mavaux      | 4 min 12 s 75 |
| Médaille d'argent  | Valerie Van Bogaert | 4 min 23 s 51 |
| Médaille de bronze | Eline Deboth        | 4 min 25 s 28 |

### 5 000 m
| rang               | athlète      | prestation     |
| ------------------ | ------------ | -------------- |
| Médaille d'or      | Mats Lunders | 14 min 09 s 65 |
| Médaille d'argent  | Koen Naert   | 14 min 12 s 90 |
| Médaille de bronze | Sanne Torfs  | 14 min 16 s 14 |

| rang               | athlète             | prestation     |
| ------------------ | ------------------- | -------------- |
| Médaille d'or      | Sigrid Vanden Bempt | 16 min 24 s 13 |
| Médaille d'argent  | Nathalie Loubele    | 16 min 43 s 06 |
| Médaille de bronze | Elke Van Hoeymissen | 16 min 45 s 70 |

### 10 000 m
| rang               | athlète      | prestation     |
| ------------------ | ------------ | -------------- |
| Médaille d'or      | Koen Naert   | 29 min 15 s 92 |
| Médaille d'argent  | Stijn Garain | 29 min 27 s 17 |
| Médaille de bronze | Mats Lunders | 29 min 29 s 57 |

| rang               | athlète             | prestation     |
| ------------------ | ------------------- | -------------- |
| Médaille d'or      | Hanna Vandenbussche | 35 min 38 s 73 |
| Médaille d'argent  | Manuela Soccol      | 35 min 52 s 88 |
| Médaille de bronze | Els Rens            | 36 min 52 s 30 |

## Résultats obstacles

### 110 m haies/100 m haies
| rang               | athlète         | prestation |
| ------------------ | --------------- | ---------- |
| Médaille d'or      | Quentin Ruffacq | 14 s 15    |
| Médaille d'argent  | Dries Peeters   | 14 s 49    |
| Médaille de bronze | Jeremy Solot    | 14 s 59    |

| rang               | athlète          | prestation |
| ------------------ | ---------------- | ---------- |
| Médaille d'or      | Elisabeth Davin  | 13 s 28    |
| Médaille d'argent  | Dorien Van Diest | 13 s 88    |
| Médaille de bronze | Laura Bonte      | 14 s 58    |

### 400 m haies
| rang               | athlète               | prestation |
| ------------------ | --------------------- | ---------- |
| Médaille d'or      | Michaël Bultheel      | 50 s 14    |
| Médaille d'argent  | Vincent Vanrijckeghem | 51 s 18    |
| Médaille de bronze | Jori Stroobants       | 52 s 07    |

| rang               | athlète                 | prestation    |
| ------------------ | ----------------------- | ------------- |
| Médaille d'or      | Madeleine Kaboud Me Bam | 59 s 85       |
| Médaille d'argent  | Jolien Van Brempt       | 1 min 00 s 50 |
| Médaille de bronze | Kim Van Hertem          | 1 min 00 s 54 |

### 3 000 m steeple
| rang               | athlète            | prestation    |
| ------------------ | ------------------ | ------------- |
| Médaille d'or      | Krijn Van Koolwijk | 8 min 51 s 74 |
| Médaille d'argent  | Bert Misplon       | 9 min 08 s 78 |
| Médaille de bronze | Valere Hustin      | 9 min 11 s 17 |

| rang               | athlète | prestation |
| ------------------ | ------- | ---------- |
| Médaille d'or      |         |            |
| Médaille d'argent  |         |            |
| Médaille de bronze |         |            |

## Résultats sauts

### Saut en longueur
| rang               | athlète           | prestation |
| ------------------ | ----------------- | ---------- |
| Médaille d'or      | Nicolas Stempnick | 7,49 m     |
| Médaille d'argent  | Corentin Campener | 7,49 m     |
| Médaille de bronze | Cedric Nolf       | 7,33 m     |

| rang               | athlète        | prestation |
| ------------------ | -------------- | ---------- |
| Médaille d'or      | Els De Wael    | 6,14 m     |
| Médaille d'argent  | Kim Van Hertem | 5,93 m     |
| Médaille de bronze | Sanne Moonen   | 5,78 m     |

### Triple saut
| rang               | athlète           | prestation |
| ------------------ | ----------------- | ---------- |
| Médaille d'or      | Bjorn De Decker   | 15,23 m    |
| Médaille d'argent  | Benjamin Decloedt | 14,65 m    |
| Médaille de bronze | Nicolas Stempnick | 14,39 m    |

| rang               | athlète           | prestation |
| ------------------ | ----------------- | ---------- |
| Médaille d'or      | Jolien Van Brempt | 12,17 m    |
| Médaille d'argent  | Sietske Lenchant  | 12,14 m    |
| Médaille de bronze | Elsa Loreiro      | 11,98 m    |

### Saut en hauteur
| rang               | athlète            | prestation |
| ------------------ | ------------------ | ---------- |
| Médaille d'or      | Timothy Hubert     | 2,09 m     |
| Médaille d'argent  | Vincent Vrijsen    | 2,07 m     |
| Médaille de bronze | Alexander Beeldens | 2,04 m     |

| rang               | athlète           | prestation |
| ------------------ | ----------------- | ---------- |
| Médaille d'or      | Hanne Van Hessche | 1,80 m     |
| Médaille d'argent  | Jolien Borghijs   | 1,68 m     |
| Médaille de bronze | Louise Van Eecke  | 1,68 m     |

### Saut à la perche
| rang               | athlète                 | prestation |
| ------------------ | ----------------------- | ---------- |
| Médaille d'or      | Thomas Van Der Plaetsen | 5,25 m     |
| Médaille d'argent  | Laurent Vanhees         | 5,00 m     |
| Médaille de bronze | Francois Gourmet        | 4,90 m     |

| rang               | athlète           | prestation |
| ------------------ | ----------------- | ---------- |
| Médaille d'or      | Fanny Smets       | 4,05 m     |
| Médaille d'argent  | Chloé Henry       | 4,00 m     |
| Médaille de bronze | Anouk Vercauteren | 3,85 m     |

## Résultats lancers

### Lancer du poids
| rang               | athlète           | prestation |
| ------------------ | ----------------- | ---------- |
| Médaille d'or      | Wim Blondeel      | 17,81 m    |
| Médaille d'argent  | Jurgen Verbrugghe | 17,45 m    |
| Médaille de bronze | Richard Revyn     | 16,50 m    |

| rang               | athlète            | prestation |
| ------------------ | ------------------ | ---------- |
| Médaille d'or      | Annelies Peetroons | 14,29 m    |
| Médaille d'argent  | Anouska Hellebuyck | 13,99 m    |
| Médaille de bronze | Sara Aerts         | 13,28 m    |

### Lancer du disque
| rang               | athlète           | prestation |
| ------------------ | ----------------- | ---------- |
| Médaille d'or      | Philip Milanov    | 51,71 m    |
| Médaille d'argent  | Edwin Nijs        | 50,55 m    |
| Médaille de bronze | Jurgen Verbrugghe | 50,53 m    |

| rang               | athlète            | prestation |
| ------------------ | ------------------ | ---------- |
| Médaille d'or      | Anouska Hellebuyck | 50,94 m    |
| Médaille d'argent  | Annelies Peetroons | 49,57 m    |
| Médaille de bronze | Veerle Blondeel    | 49,20 m    |

### Lancer du javelot
| rang               | athlète        | prestation |
| ------------------ | -------------- | ---------- |
| Médaille d'or      | Tom Goyvaerts  | 74,76 m    |
| Médaille d'argent  | Thomas Smet    | 72,96 m    |
| Médaille de bronze | Timothy Herman | 67,73 m    |

| rang               | athlète            | prestation |
| ------------------ | ------------------ | ---------- |
| Médaille d'or      | Melissa Dupré      | 56,00 m    |
| Médaille d'argent  | Sana Ahmidach      | 42,08 m    |
| Médaille de bronze | Carolien Van Royen | 41,82 m    |

### Lancer du marteau
| rang               | athlète            | prestation |
| ------------------ | ------------------ | ---------- |
| Médaille d'or      | Nicolas Pierre     | 65,88 m    |
| Médaille d'argent  | Walter De Wyngaert | 58,88 m    |
| Médaille de bronze | Tim De Coster      | 54,20 m    |

| rang               | athlète           | prestation |
| ------------------ | ----------------- | ---------- |
| Médaille d'or      | Patricia Blondeel | 53,01 m    |
| Médaille d'argent  | Frederique Neys   | 50,31 m    |
| Médaille de bronze | Hamke Vanblaere   | 45,45 m    |

## Sources
- Ligue Belge Francophone d'Athlétisme
- Résultats